# Xu Wei
Xu Wei (徐渭S, Xú WèiP; Shaoxing, 1521 – 1593) è stato un pittore, poeta, scrittore, calligrafo e drammaturgo cinese, famoso per la sua espressività artistica.
Rivoluzionario per il suo periodo, il suo stile di pittura influenzò e ispirò innumerevoli pittori successivi, come Zhū Dā, gli Otto eccentrici di Yangzhou, Wu Changshuo e Qi Baishi. Qi una volta esclamò in una poesia: "Come vorrei essere nato 300 anni fa, in modo da polverizzare l'inchiostro e preparare la carta per Vite Verde (un soprannome di Xu Wei)" (恨不生三百年前，為青藤磨墨理紙T, Hèn bù shēng sānbǎi nián qián, wèi qīng téng mó mò lǐ zhǐP). Xu Wei può essere considerato il fondatore della pittura cinese moderna e la sua influenza continua ad esercitasi ancora oggi. A dispetto dell'apprezzamento postumo, era manifestatamente infermo mentalmente e senza successo nella vita, la quale finì in povertà dopo l'assassinio della sua terza moglie e dopo diversi tentativi di suicidio.
Il suo zi era Wénqīng (文清) e poi Wéncháng (文長). I suoi hao erano "La Montagna umana dello stagno celeste" (天池山人S, Tiānchí ShānrénP, "Sacerdote taoista della vite verde" (青藤道士S, Qīngténg DàoshìP), "L'acqua e la luna dell'ufficio della fattoria" (署田水月S, Shǔ tián shuǐ yuèP).

## Biografia

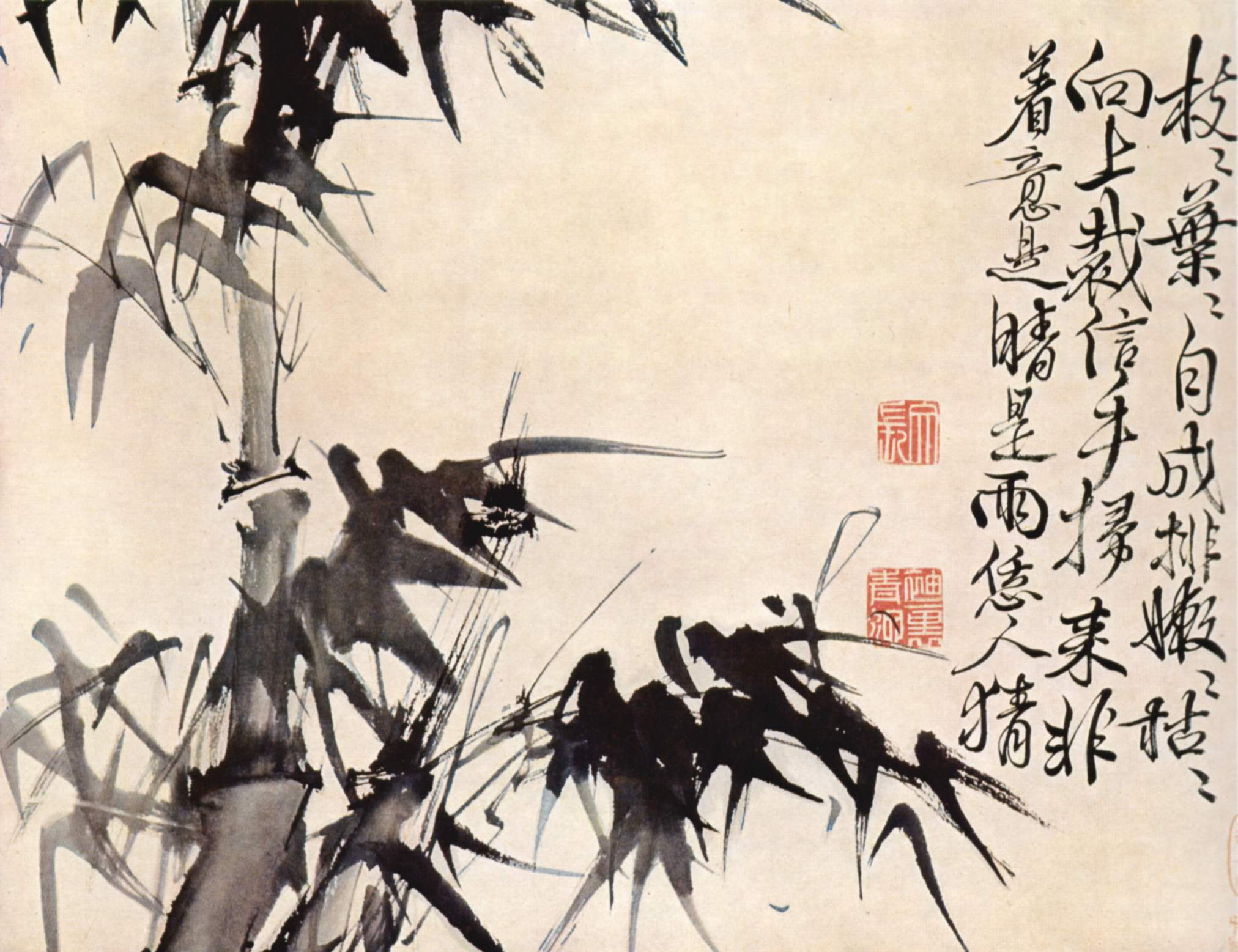
Xu Wei, Bambù, 1540-1590 circa, Galleria Freer, Washington

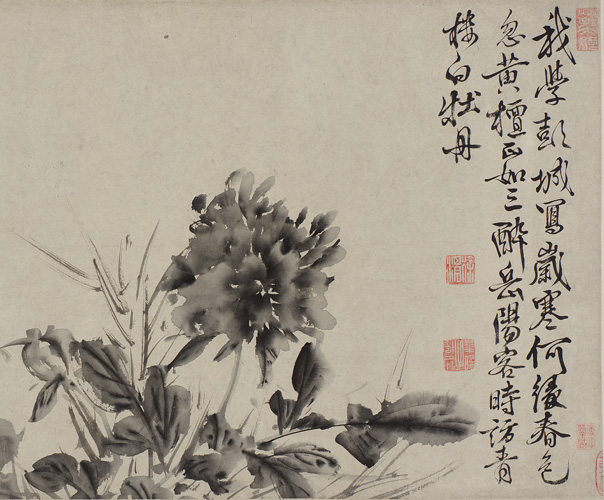
Xu Wei, Dodici fiori e poesie (particolare)

Nato a Shānyīn (山阴, ora Shaoxing, nel Zhejiang), Xu fu allevato dalla madre nubile che morì quando egli aveva 14 anni. A 21 sposò una donna soprannominata Pa (潘氏, Pā shì) che morì cinque anni dopo. Sebbene avesse superato gli esami civili di contea, Xu non fu mai capace, dopo otto tentativi, di superare gli esami civili provinciali. Ciò nonostante, fu incaricato da Hu Zongxian, comandante supremo della difesa costiera del Jiangsu, del Zhejiang e del Fujian, di difendere queste coste dai pirati giapponesi wokou.
Dopo che il generale Hu fu arrestato e perse la sua posizione, Xu Wei temeva per sé un simile destino. Xu divenne mentalmente turbato in questo frangente, commettendo nove tentativi di suicidio, fra cui il taglio del cranio e il foro di entrambe le orecchie. Il suo squilibrio mentale lo portò ad uccidere la sua seconda moglie, Zhang (張氏S, Zhāng shìP), a causa della sua paranoia per una relazione della compagna. Per tale omicidio passò sette anni in carcere finché un suo amico, Zhāng Yuánbiàn (張元忭), dell'Accademia Hanlin, riuscì a liberarlo all'età di 53 anni. È possibile che Xu Wei soffrisse di disordine bipolare. Trascorse il resto della sua vita dipingendo, ma con pochi successi finanziari. Oggi, tuttavia, i suoi dipinti sono stati molto ricercati.

## Carriera artistica

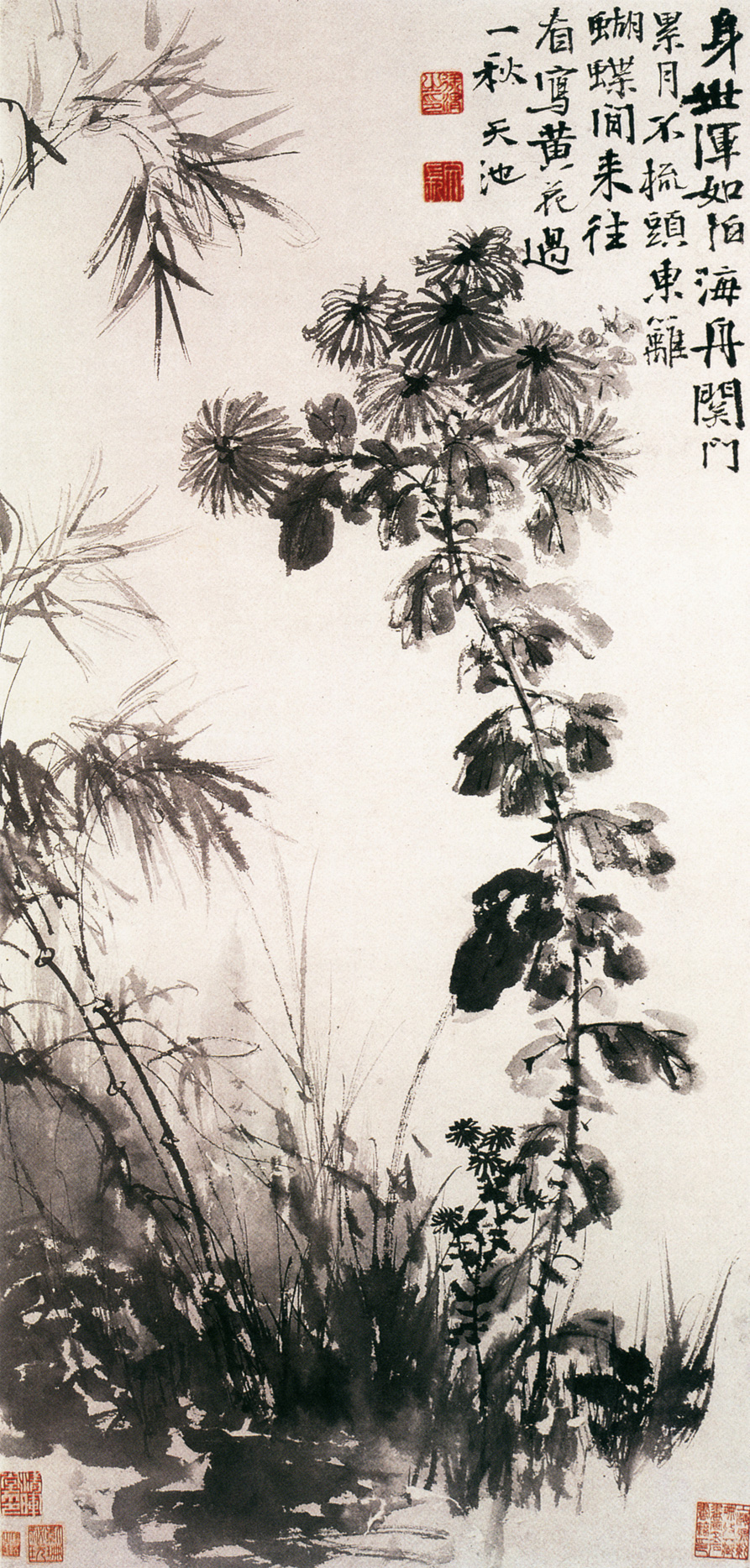
Xu Wei, Crisantemi e bambù

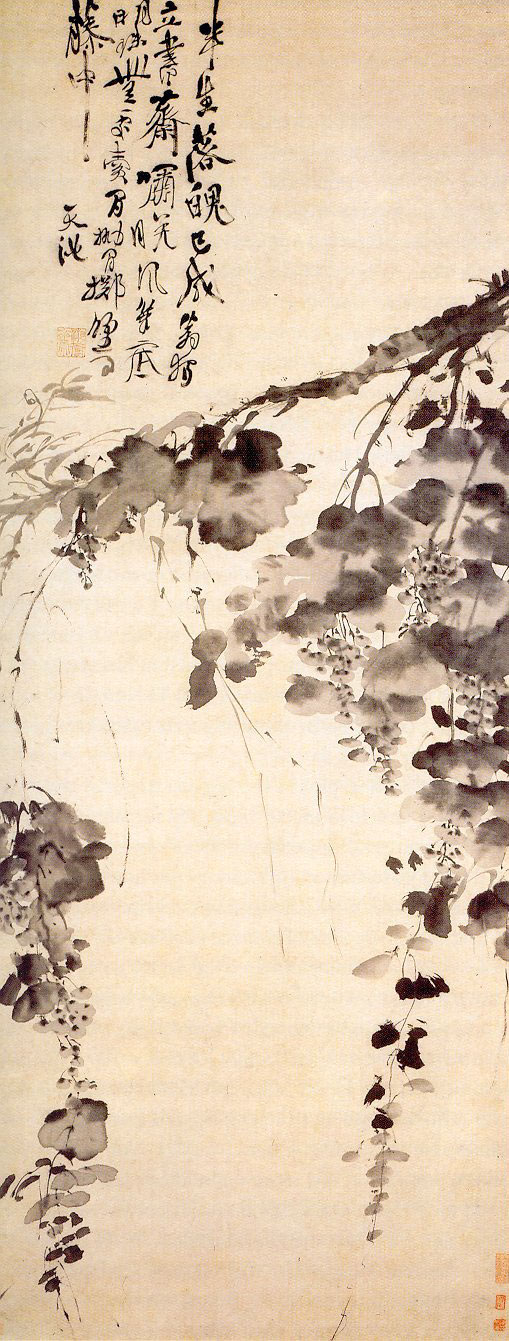
Xu Wei, Grappoli, inchiostro su seta, Museo di Pechino

Xu Wei era un drammaturgo che scrisse le seguenti quattro opere: L'eroina va in guerra al posto del padre (雌木蘭T, Cí MùlánP), su Hua Mulan, Una donna laureata (女狀元T, Nǚ zhuàngyuánP), Le avventure dell'intelligente Huang Chongjia (黃崇嘏T, Huáng Chóng gǔP, La storia del tamburo pazzo (狂鼓史T, Kuáng gǔ shǐP, sui crimi di Cáo Cāo), Un sogno d'un maestro Chan sulla terra della giada verde (翠鄉夢T, Cuì xiāng mèngP, una storia buddhista).
L'orientalista britannico Arthur Waley, nella sua introduzione alla traduzione del 1942 del Jin Ping Mei, sostenne che Xu Wei fosse l'autore, ma studiosi successivi lo contraddissero.
Xu Wei era anche un poeta in stile shi di notevole nota. Esiste una raccolta delle opere di Xu in 30 capitoli, commentato dello scrittore del tardo periodo Ming Yuan Hongdao. Yuan Hongdao e il resto del suo movimento letterario furono indubbiamente influenzati dagli scritti di Xu. Fra le varie arti praticate, Xu Wei tenne in grande considerazione la calligrafia e così la poesia. Un'edizione moderna composta a partire dalle opere di Xu, lo Xú Wèi jí (徐渭集), venne pubblicata dalla casa editrice Zhonghua a Pechino nel 1983. Precedentemente, un'edizione del secolo XVII della raccolta delle opere di Xu, conosciuta come Xu Wenchang sanji (徐文長散集), fu pubblicata a Taiwan nel 1968. Nel 1990 uno studio su Xu Wei concluse che il pittore può essere visto come il tipico "letterato in abiti di cotone" o bùyī wénrén (布衣文人S), un letterato che non è stato in grado di superare gli esami di servizio civile, ma che eppure divenne attivo nel mondo letterario e nella conquista culturale.

## Stile pittorico
Oggi, Xu Wei è considerato come uno dei primi pittori cinesi ad essere "il più vicino nello spirito e nella tecnica" al metodo oggi conosciuto come "inchiostro spruzzato [che] utilizza quantità d'inchiostro considerevoli praticamente versate sulla superficie del dipinto".